# Stepan Makarov
Stepan Osipovich Makarov (Степан Осипович Макаров; Nikolaev, 8 de janeiro de 1849 – próximo de Porto Artur, 13 de abril de 1904 foi um oceanógrafo e oficial naval russo.

## Vida
Makarov nasceu em Nikolaev, atual Mykolaiv em 1849. Em 1863, ingressou na Marinha Imperial Russa como um cadete na Frota do Pacífico (Rússia). Em 1866, participou da viagem da corveta Askold de Vladivostok até Kronstadt. Entre 1867, foi transferido para a Frota do Báltico e em 1876, foi para a Frota do Mar Negro.

## Guerra Russo-Turca
Na Guerra Russo-Turca (1877-1878), Makarov assumiu o comando como capitão do torpedeiro Velikiy Knyaz Konstantin, foi um dos primeiros à adotar a ideia de barcos torpedeiros, e em 16 de janeiro de 1877, foi a primeira pessoa do mundo à lançar torpedos num barco contra o navio otomano Intibah

## Expedições oceanográficas

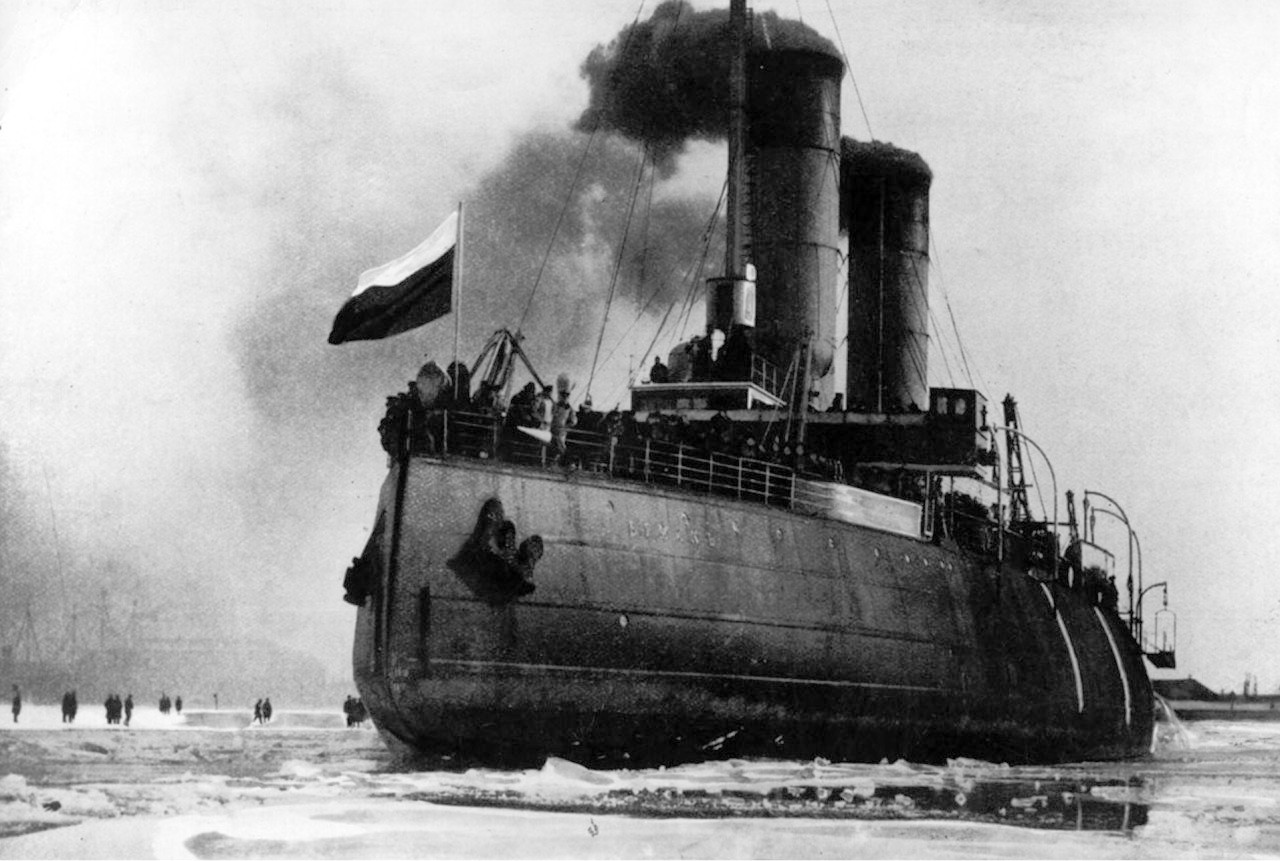
Quebra-gelo SS Yermak

Makarov comandou duas voltas ao mundo na corveta Vityaz (1886-1889 e 1894-1896). Também foi o idealizador da construção do primeiro quebra-gelo, o Yermak. Também construiu quebra-gelos no Lago Baikal.

## Guerra Russo-Japonesa

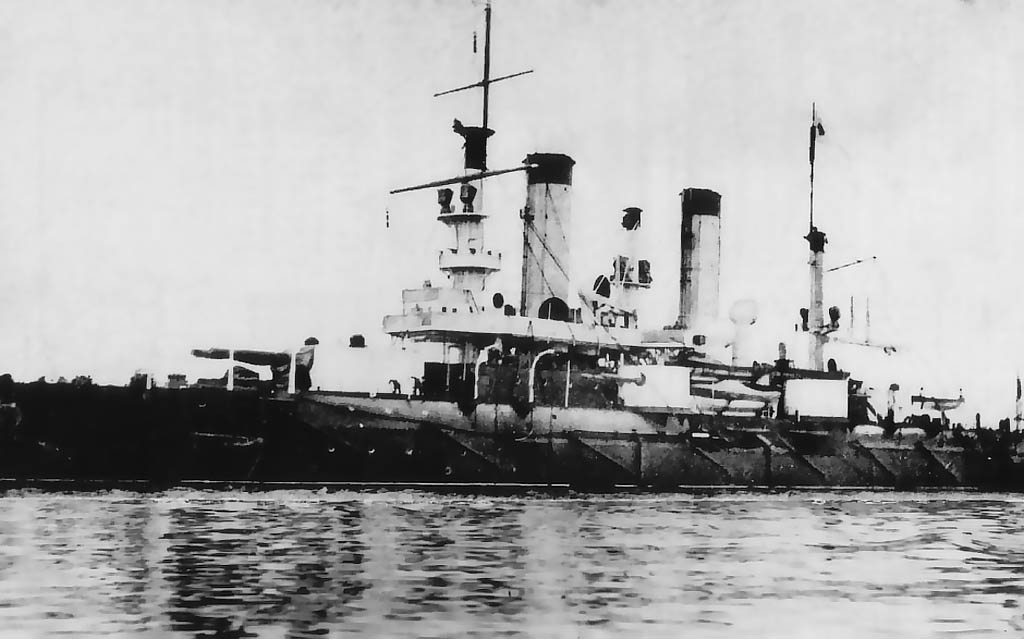
Navio de guerra Petropalovsk em foto de 1892

Quando os japoneses atacaram Port Arthur, Makarov assumiu o comando da Frota do Pacífico, ele era um dos poucos experientes almirantes russos, ele tentou proteger Port Arthur e também retirar os navios e levá-los ao mar aberto. Em 13 de abril de 1904, os russos tentaram sair de Port Arthur e ir até Vladivostok, durante o trajeto, navios japoneses atacaram-lhes, depois de intensos combates, os russos voltam para Port Arthur. Quando perto do porto o navio de Makarov, o Petropavlovsk, atingiu uma mina, explosões secundárias afundaram o navio junto com Makarov.